# Де Рандами, Серджио
Серджио де Рандами (нидерл. Sergio de Randami; род. 5 июля 1984) — суринамский профессиональный баскетболист, играющий на позиции тяжёлого форварда.

## Карьера
Де Рандами начал заниматься баскетболом ещё со школы (играя за клуб «Мидланд»), с 2004 по 2006 год выступал за студенческий баскетбольный клуб «Хьюстон Кугэрз». Профессиональный дебют де Рандами осуществился после перехода в нидерландский клуб Амстердам из Нидерландской баскетбольной лиги. Первое время де Рандами не попадал в стартовый состав, однако со временем закрепился в основе. В 2011 году де Рандами и его тренер по Амстердаму Хаким Салем перешли «Донар Гронинген». За клуб суринамский баскетболист выступал два года. 11 июня 2013 года он подписал контракт с клубом «Ландстеде» из города Зволле.
В сезоне 2014/15 де Рандами подписал контракт с клубом «Ден-Хелдер». В декабре 2014 года «Ден-Хелдер» обанкротился и де Рандами перешёл Аполло Амстердам.

## Международная карьера
Де Рандами представлял сборную Суринама на чемпионате стран Карибского бассейна 2015 года, проходившего в Британских Виргинских островах.

## Достижения
- Нидерландская баскетбольная лига: 2007/08, 2008/09

#### Индивидуальные титулы
- Турнир всех звёзд ГБЛ : 2011, 2012

## Статистика

### Статистика в NCAA
| Сезон | Команда | Conf  | Class | GP | GS | MPG  | FG%  | 3P% | FT%  | RPG | APG | SPG | BPG | PPG |
| --- | ------- | ----- | ----- | -- | -- | ---- | ---- | --- | ---- | --- | --- | --- | --- | --- |
| 2004/05 | Хьюстон | CUSA  | JR    | 26 | 17 | 10,2 | 44,0 | -   | 68,8 | 1,9 | 0,3 | 0,3 | 0,5 | 1,3 |
| 2005/06 | Хьюстон | CUSA  | SR    | 29 | 13 | 12,1 | 53,7 | -   | 57,1 | 2,5 | 0,2 | 0,8 | 0,6 | 2,4 |
| Всего | Всего   | Всего | Всего | 55 | 30 | 11,2 | 50,6 | -   | 62,2 | 2,2 | 0,3 | 0,6 | 0,6 | 1,9 |
| Наведите курсор мыши на аббревиатуры в заголовке таблицы, чтобы прочесть их расшифровку Статистика приведена с сайта sports-reference.com |         |       |       |    |    |      |      |     |      |     |     |     |     |     |